# Holoplatys pedder
Holoplatys pedder är en spindelart som beskrevs av Zabka 1991. Holoplatys pedder ingår i släktet Holoplatys och familjen hoppspindlar. Inga underarter finns listade i Catalogue of Life.